# (437871) 2001 FN185
(437871) 2001 FN185, também escrito como (437871) 2001 FN185, é um objeto transnetuniano (TNO) que está localizado no cinturão de Kuiper, uma região do Sistema Solar. Este corpo celeste é classificado como um cubewano. Ele possui uma magnitude absoluta de 7,3 e tem um diâmetro com cerca de 153 km.

## Descoberta
(437871) 2001 FN185 foi descoberto no dia 26 de março de 2001 pelo astrônomo Marc W. Buie.

## Órbita
A órbita de (437871) 2001 FN185 tem uma excentricidade de 0,368 e possui um semieixo maior de 54,316 UA. O seu periélio leva o mesmo a uma distância de 39,421 UA em relação ao Sol e seu afélio a 45,810 UA.